# Onthophagus anatolicus
Onthophagus anatolicus é uma espécie de inseto do género Onthophagus da família Scarabaeidae da ordem Coleoptera.

## História
Foi descrita cientificamente pela primeira vez no ano de 1962 por Petrovitz.